# SUMMER BREEZE/スタンドバイミー
『SUMMER BREEZE / スタンドバイミー』（サマー ブリーズ / スタンドバイミー）は、日本のロックバンド・go!go!vanillasが2018年5月23日にGetting Betterから発売した、5枚目のシングルである。

## 概要
前作から約1年ぶりのシングルで、バンド初の両A面シングル。
通常盤と完全限定生産盤の2形態でリリースされた。完全限定生産盤には表題曲「SUMMER BREEZE」「スタンドバイミー」のミュージック・ビデオとそのメイキング映像、2017年7月26日に行われたライブ「FOOLs PARTY」の模様が収録された。
ジャケット写真は「SUMMER BREEZE」のネオン文字が光る仕上がりになっている。また、ブックレットの裏表紙には両A面曲のもう一方である「スタンドバイミー」版のアートワークがデザインされている。
2018年1月31日に完全未発表の新曲として「スタンドバイミー」のミュージック・ビデオが、ヨーグリーナ&サントリー天然水とのコラボMVとして事前の告知無く公開された。
3月10日に今作のリリースが発表された。
3月19日に先行公開されていた「スタンドバイミー」のラジオでのオンエアが解禁され、同曲は2日後の3月21日に先行配信された。
5月2日に「SUMMER BREEZE」のミュージック・ビデオが公開された。
5月21日にC/W曲「Penetration」の音源がFM802内のROCK KIDS 802にて解禁された。
今作を引っ提げて、2018年9月から10月にかけて『秋のハーベストツアー』が開催された。

## 収録内容

### CD
| 全編曲: go!go!vanillas。 |                      |            |       |
| #                        | タイトル             | 作詞・作曲 | 時間  |
| 1.                       | 「SUMMER BREEZE」    | 牧達弥     | 04:30 |
| 2.                       | 「スタンドバイミー」 | 牧達弥     | 04:42 |
| 3.                       | 「Penetration」      | 柳沢進太郎 | 04:03 |
| 合計時間:                | 合計時間:            | 合計時間:  | 13:15 |

### 完全限定生産盤付属DVD
| #  | タイトル             | 作詞 | 作曲・編曲 | 時間  |
| -- | -------------------- | ---- | ---------- | ----- |
| 1. | 「SUMMER BREEZE」    |      |            | 04:38 |
| 2. | 「スタンドバイミー」 |      |            | 04:58 |

| #  | タイトル             | 作詞 | 作曲・編曲 | 時間  |
| -- | -------------------- | ---- | ---------- | ----- |
| 3. | 「SUMMER BREEZE」    |      |            | 13:20 |
| 4. | 「スタンドバイミー」 |      |            | 16:10 |

| #  | タイトル       | 作詞 | 作曲・編曲 | 時間  |
| -- | -------------- | ---- | ---------- | ----- |
| 5. | 「オリエント」 |      |            | 04:58 |
| 6. | 「平成ペイン」 |      |            | 05:48 |
| 7. | 「エマ」       |      |            | 08:58 |

## 楽曲解説

### CD
1. SUMMER BREEZE
  - 今作の表題曲。
  - アルバム「THE WORLD」に収録されている。
  - 2018年5月4日放送の日本テレビ系バズリズム02にてTVパフォーマンスされた[13]。
2. スタンドバイミー
  - 今作の表題曲。
  - アルバム「THE WORLD」に収録されている。
  - ミュージック・ビデオには、“ヨーグリーナ星の住人”に扮したメンバーたちが、素晴らしい朝をスタートするために奮闘する姿が描かれている[14]。
  - 牧曰く、この曲は「乳酸菌の気持ちになって書いた」曲[15]。
3. Penetration
  - 柳沢作詞作曲ボーカル曲。
  - 柳沢曰く、この曲は「12:25」「ストレンジャー」と合わせて三部作で、この2曲の中間に位置する楽曲[16]。

## 収録映像解説

### 完全限定生産盤付属DVD
1. W-A Side Music Video
今作の表題曲のミュージック・ビデオ。
  1. SUMMER BREEZE
  2. スタンドバイミー
2. Now Shooting ～The Backyard of W-A Side MV～
今作の表題曲のMVのメイキング映像。
  1. SUMMER BREEZE
  2. スタンドバイミー
3. The Night of “FOOLs PARTY”
ライブ「FOOLs PARTY」の裏側やライブ本編等を収録。以下3曲はフル収録されている。
  1. オリエント
    - アコースティックバージョン。

  2. 平成ペイン
    - MVに登場したダンサーと共にパフォーマンスした。

  3. エマ
    - MVに登場したダンサーと共にパフォーマンスした。

## 参加ミュージシャン
go!go!vanillas
- 牧達弥（ボーカル・ギター）
- 柳沢進太郎（ギター・ボーカル）
- 長谷川プリティ敬祐（ベース）
- ジェットセイヤ（ドラムス）

Additional Musician
- 八木類（ピアノ）[Track2]

## タイアップ
| 使用年 | 曲名             | タイアップ                                              |
| ------ | ---------------- | ------------------------------------------------------- |
| 2018年 | スタンドバイミー | サントリー「ヨーグリーナ&サントリー天然水」コラボMV楽曲 |
| 2018年 | スタンドバイミー | 日本テレビ系『PON!』5月度エンディングテーマ             |
| 2018年 | SUMMER BREEZE    | 日本テレビ系『バズリズム02』5月度オープニングテーマ     |

## ライブ映像作品
SUMMER BREEZE
- THE WORLD（完全限定生産盤）

Penetration
- THE WORLD（完全限定生産盤）
- SCARY MONSTERS EP